# Кемери
Ке́мери (латыш. Ķemeri; официальное название до 1922 года — Кеммерн; нем. Kemmern) — бывший город в Латвии (с 1928 года), с 1959 года — часть города Юрмалы. Климатический и бальнеогрязевой курорт. Расположен в западной части Юрмалы, в 44 км от Риги. Был основан в 1838 году.

## География
Район Кемери окружён лесным массивом (на западе от него — курземские леса), защищающим его от ветров. На территории курорта — лесопарковая зона (сосна, лиственные породы) с различными микроклиматическими условиями (густой лес, сквер, лесопарк). С 1997 года находится на территории национального парка Кемери.

## История

Герб города Кемери

О лечебных свойствах кемерских источников серных вод известно с конца XVIII века.
Официальной датой основания курорта стал 1838 год, когда на территории усадьбы лесника А. Кемера началось обустройство государственного лечебного учреждения. Популярность курорта значительно выросла с открытием в 1877 году железнодорожного сообщения до станции Кемери. Если в 1870-е годы лечебницу ежегодно посещали до 700 человек, то в сезоне 1912 года её посетило 8307 человек. С 1904 по 1915 год директором курорта являлся один из основоположников российской бальнеологии А. А. Лозинский.
В ходе Первой мировой войны в октябре 1915 года была проведена комбинированная операция — при поддержке с моря части русской 12-й армии отбили город у захвативших его ранее германцев.
Кемерская гостиница, построенная в 1936 году по проекту архитектора Э. Лаубе, является одним из наиболее значительных зданий Латвии того времени. В здании имелось 107 одноместных номеров и 7 роскошных двухкомнатных апартаментов, оборудованных телефонной связью и сетью радиотрансляции. С её появлением курорт Кемери получил возможность предлагать оздоровительные услуги в течение всего года. Кемери стал важным бальнеологическим лечебным центром Европы, где наряду с современными диагностическими лечебными методиками широко использовался природный фактор — лечебные минеральные воды (бальнеотерапия), лечебные грязи и климатотерапия — сочетание чистого морского воздуха и ароматов соснового леса.
В советское время в Кемери работали санатории, грязелечебница, поликлиника. Проводилось лечение больных с заболеваниями опорно-двигательного аппарата, нервной системы, кожи, органов пищеварения, кровообращения (эндоартерииты), а также с гинекологическими заболеваниями.
В конце XX века гостиницу закрыли на реконструкцию, но работы по разным причинам долго не начинались. Лишь в 2016 году началось восстановление основного здания санатория — Park Hotel Kemeri. Также были запланированы строительство современной бальнеолечебницы, реконструкция части регулярного парка, относящегося к национальному парку Кемери, возрождение ежегодных культурных мероприятий.

## Климат
Зима — мягкая (средняя температура января — −5 °C), лето — умеренно тёплое (средняя температура июля — +17 °C). Осадков — около 650 мм в год. Относительная влажность зимой — 83 %, летом — 76 %. Число часов солнечного сияния — 1800 в год.

## Лечебные факторы
Основные природные лечебные факторы наряду с климатом — минеральные воды и грязи. В Кемери есть три вида минеральной воды и два вида лечебной грязи:
- Сульфидная сульфатно-кальциевая вода. Источники известны с XVIII века. Содержит 20-22 мг/л сероводорода. Используют для ванн, душей, орошений, питьевого лечения.
- Хлоридная натриевая вода средней минерализации. Применяют для питьевого лечения, орошений полости рта, желудка, кишечника.
- Высокоминерализованная (116 г/л) хлоридная натриевая вода с большим количеством брома (560 мг/л). Скважина пробурена в 1974 году.
- Торфяная грязь. Получают из месторождения Слокас в 7 км от Кемери.
- Сапропелевая грязь. Получают из озера Каниера.

## Культурная жизнь
В 1937 году в Кемери состоялся крупный шахматный турнир, в котором участвовал А. А. Алехин (на тот момент проигравший матч М. Эйве и пребывавший в статусе экс-чемпиона). Первое место разделили сразу три гроссмейстера: Петров, Флор и Решевский.

## Транспорт
Регулярное железнодорожное сообщение с Ригой и Тукумсом (открыто в 1877 году). Внутри Юрмалы — автобус № 6 и маршрутное такси № 10.
В 1912 году было открыто прямое железнодорожное сообщение Кемери — Москва (действовало до 1920 года).
В том же году открылось трамвайное сообщение от железнодорожной станции Кемери до пляжа в Яункемери, но в связи с начавшимися боевыми действиями в 1915 году весь трамвайный парк был эвакуирован в Старую Руссу, где позднее на его основе запустили старорусский трамвай. В 1933 году трамвайную линию в Кемери демонтировали.

## Религия
- Петропавловская православная церковь
- Кемерская лютеранская церковь
- Кемерская баптистская церковь
- Кемерская католическая церковь

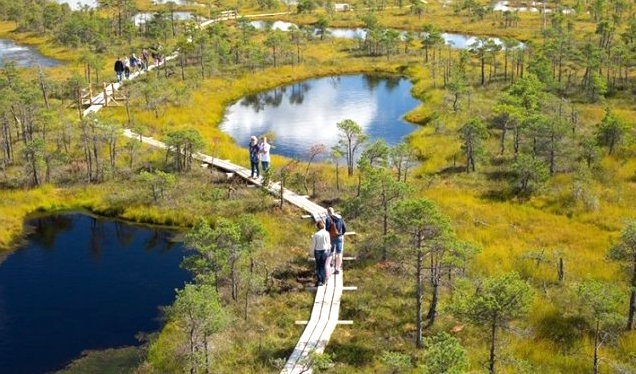
Большое Кемерское болото
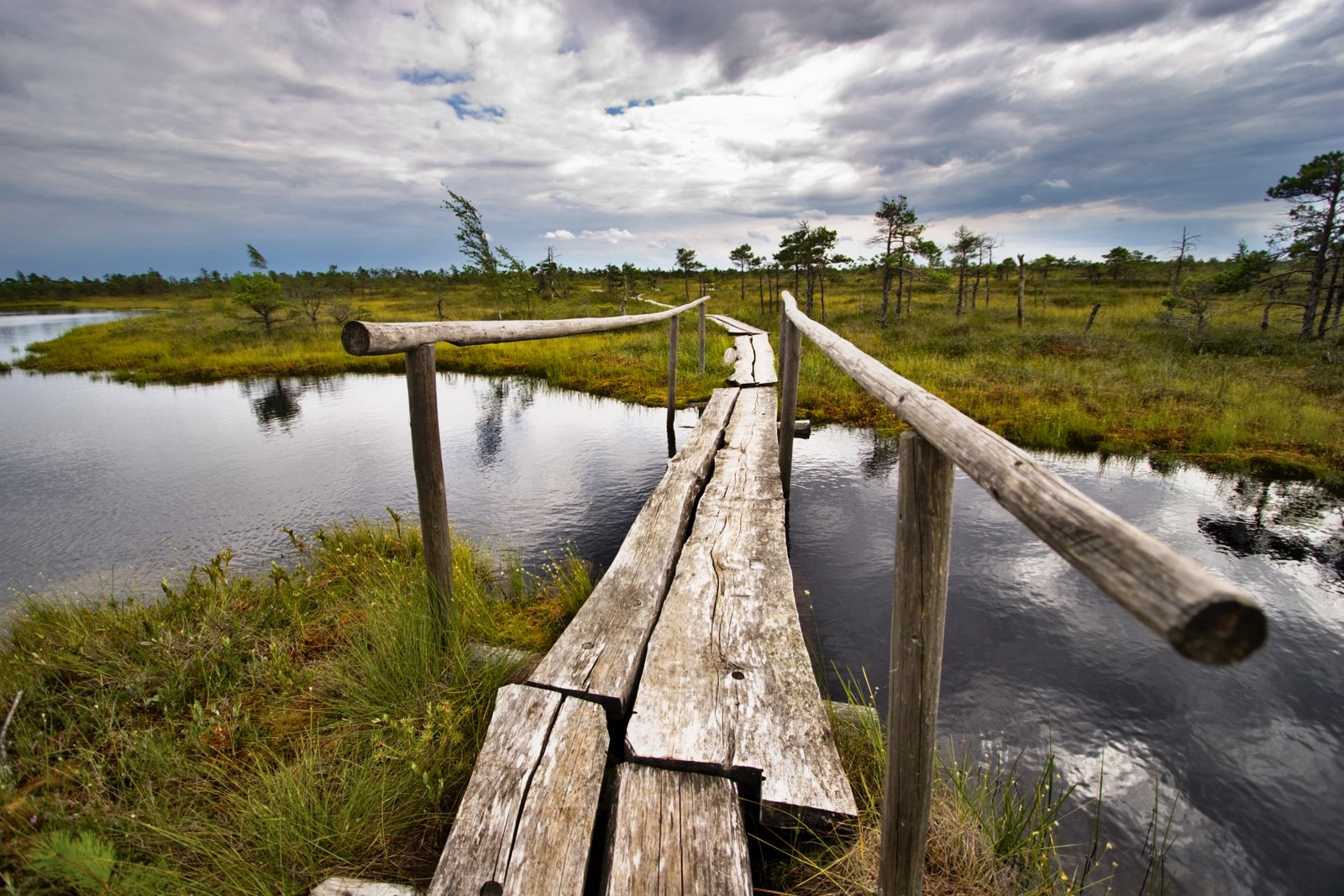
Большое Кемерское болото
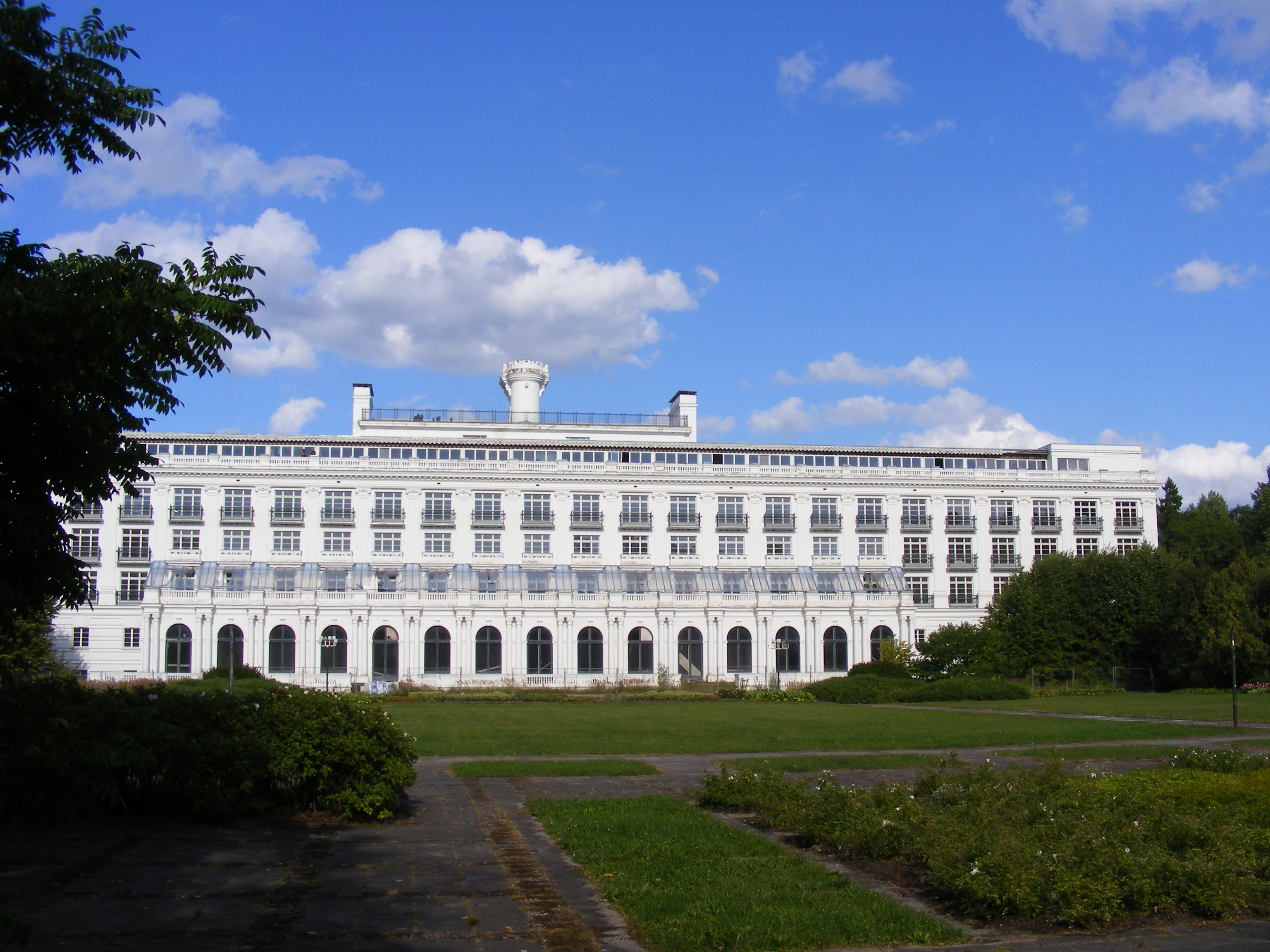
Санаторий Кемери
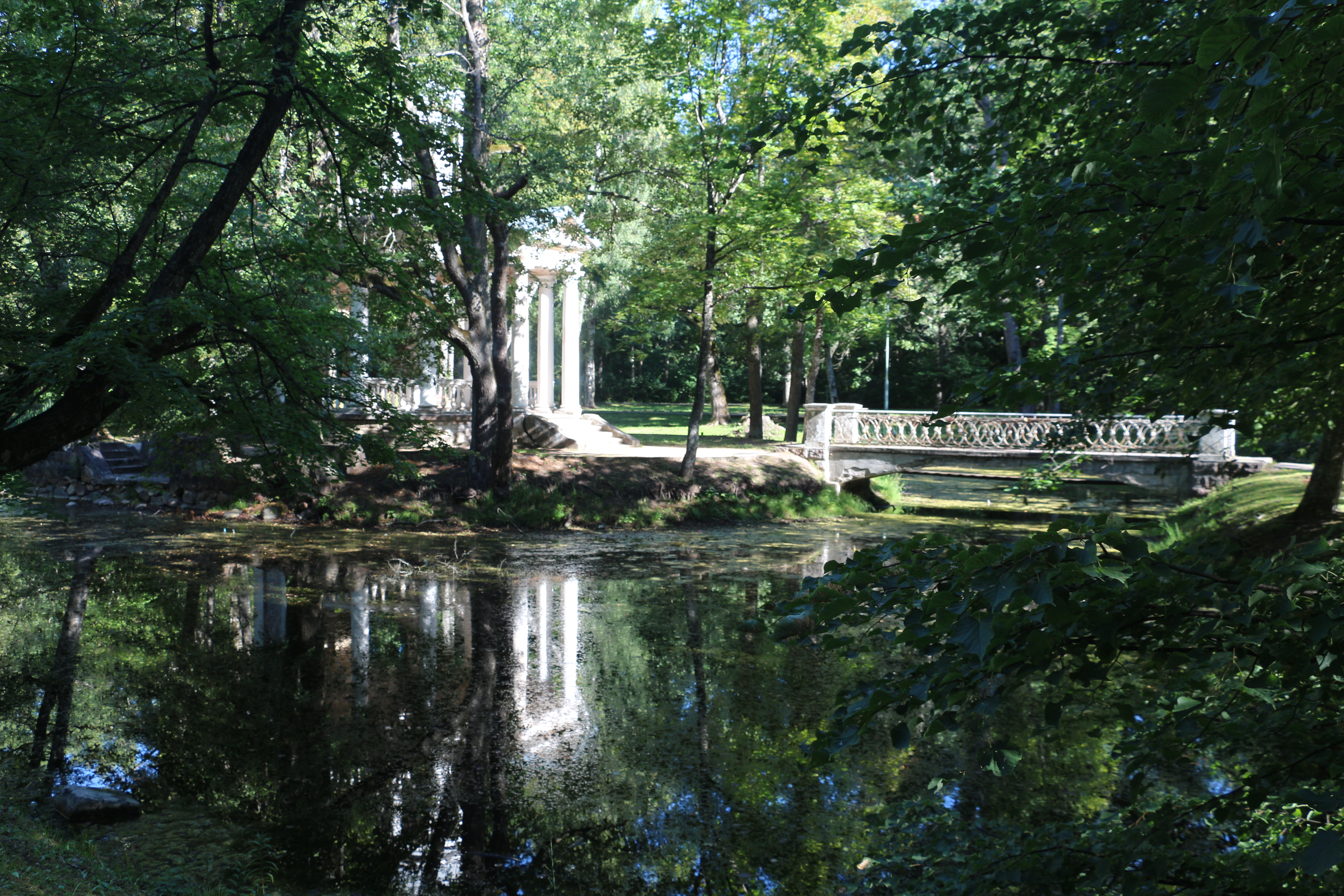
Ротонда на территории санатория
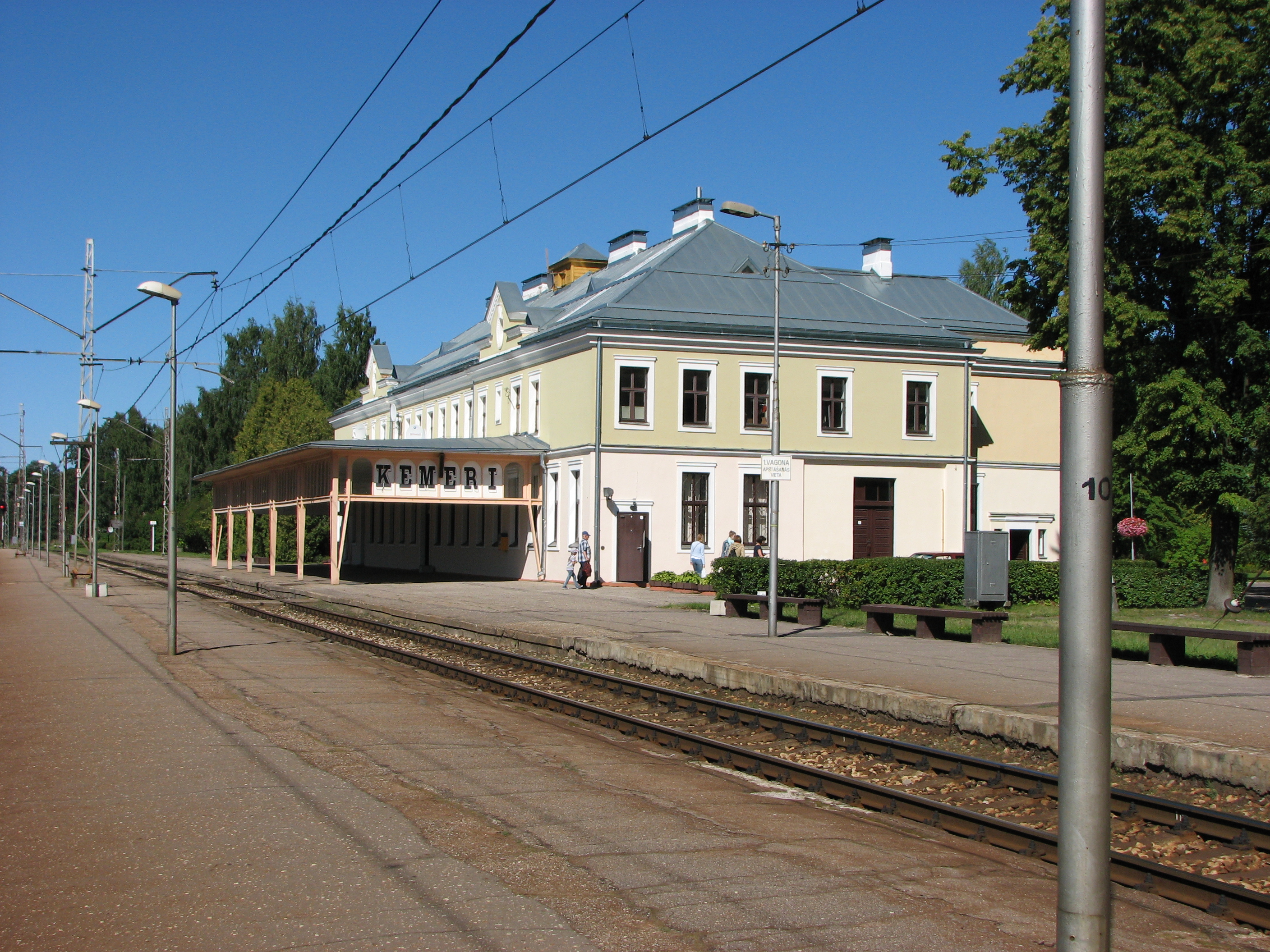
Железнодорожная станция Кемери
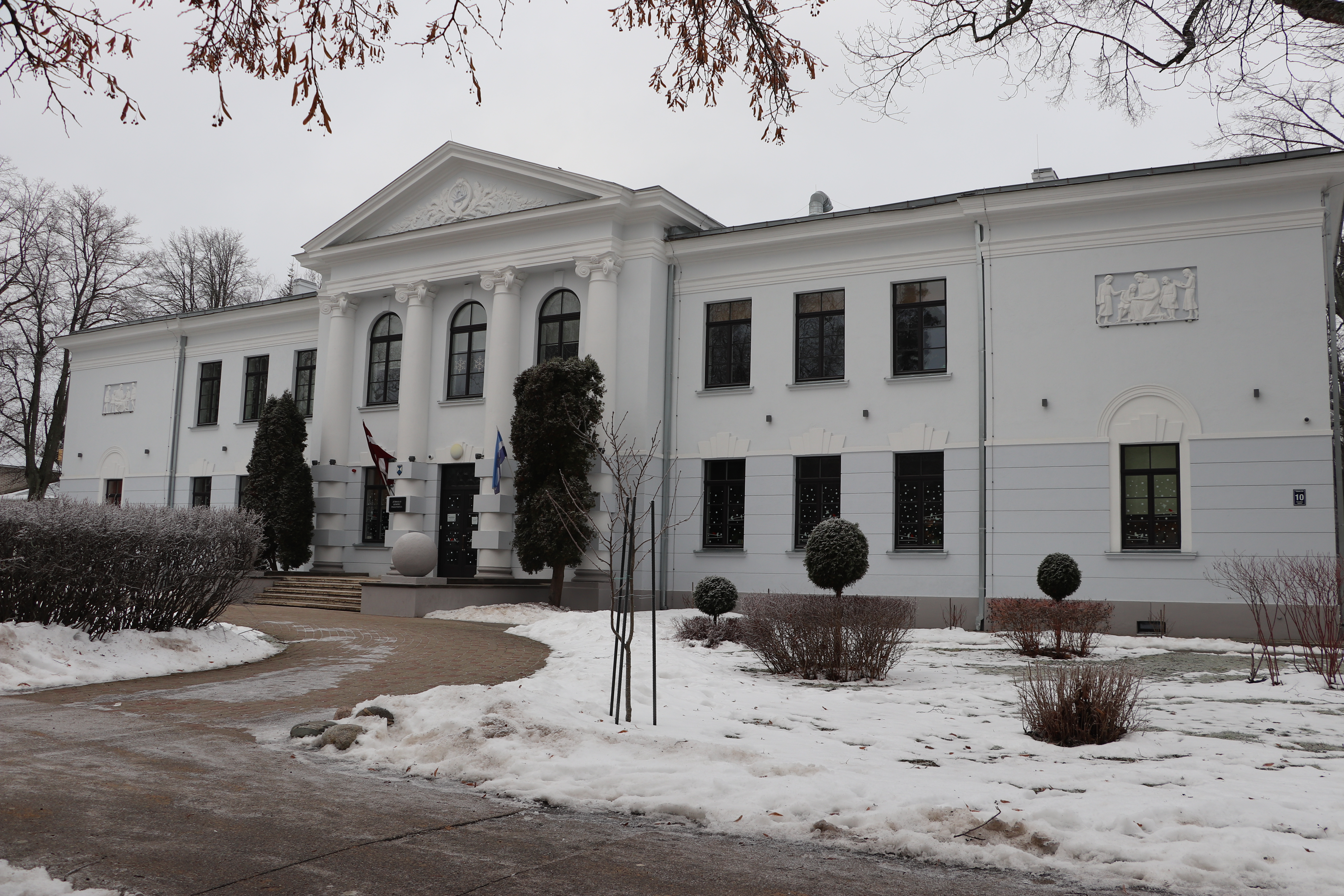
Школа
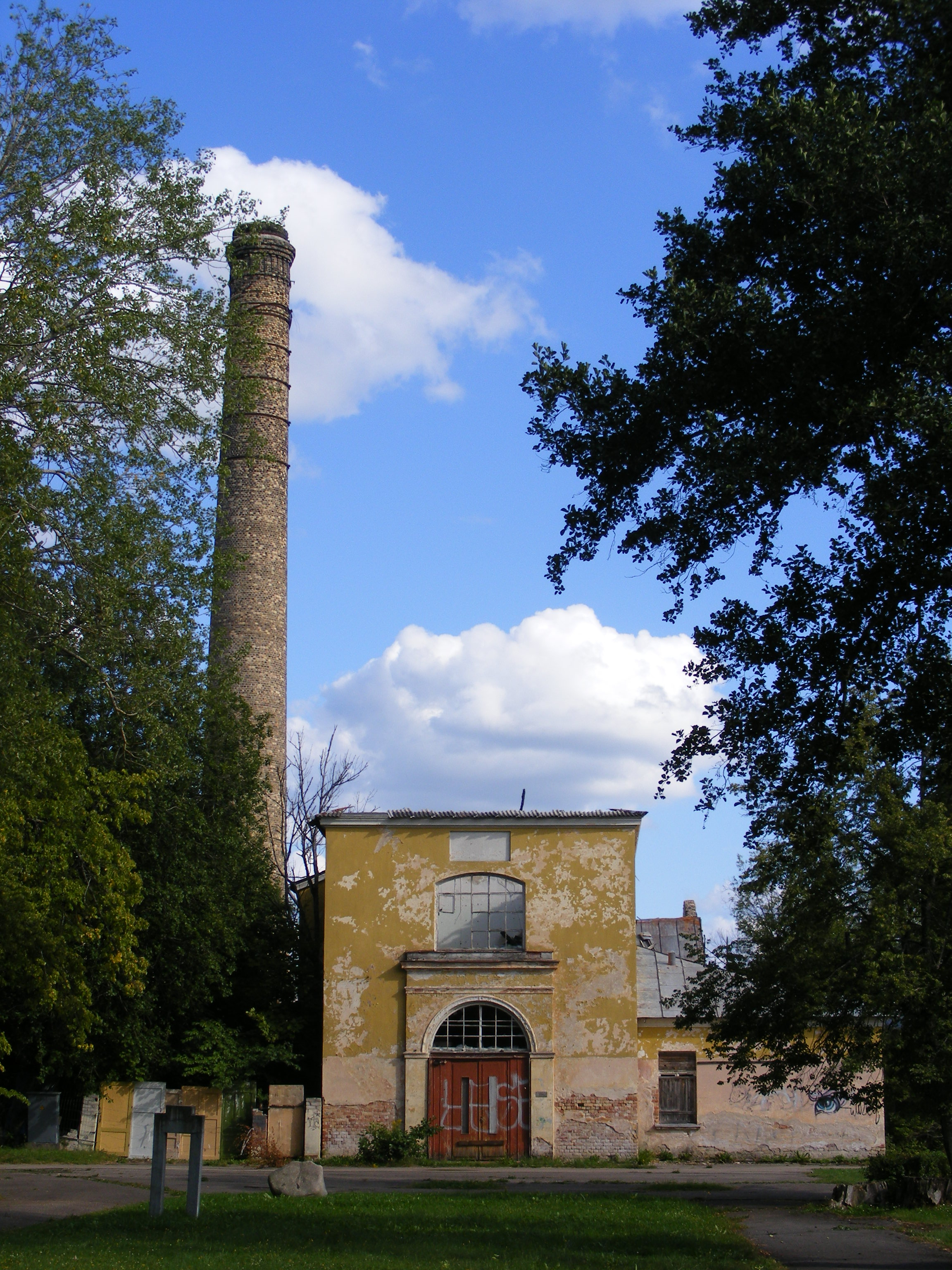
Купальня
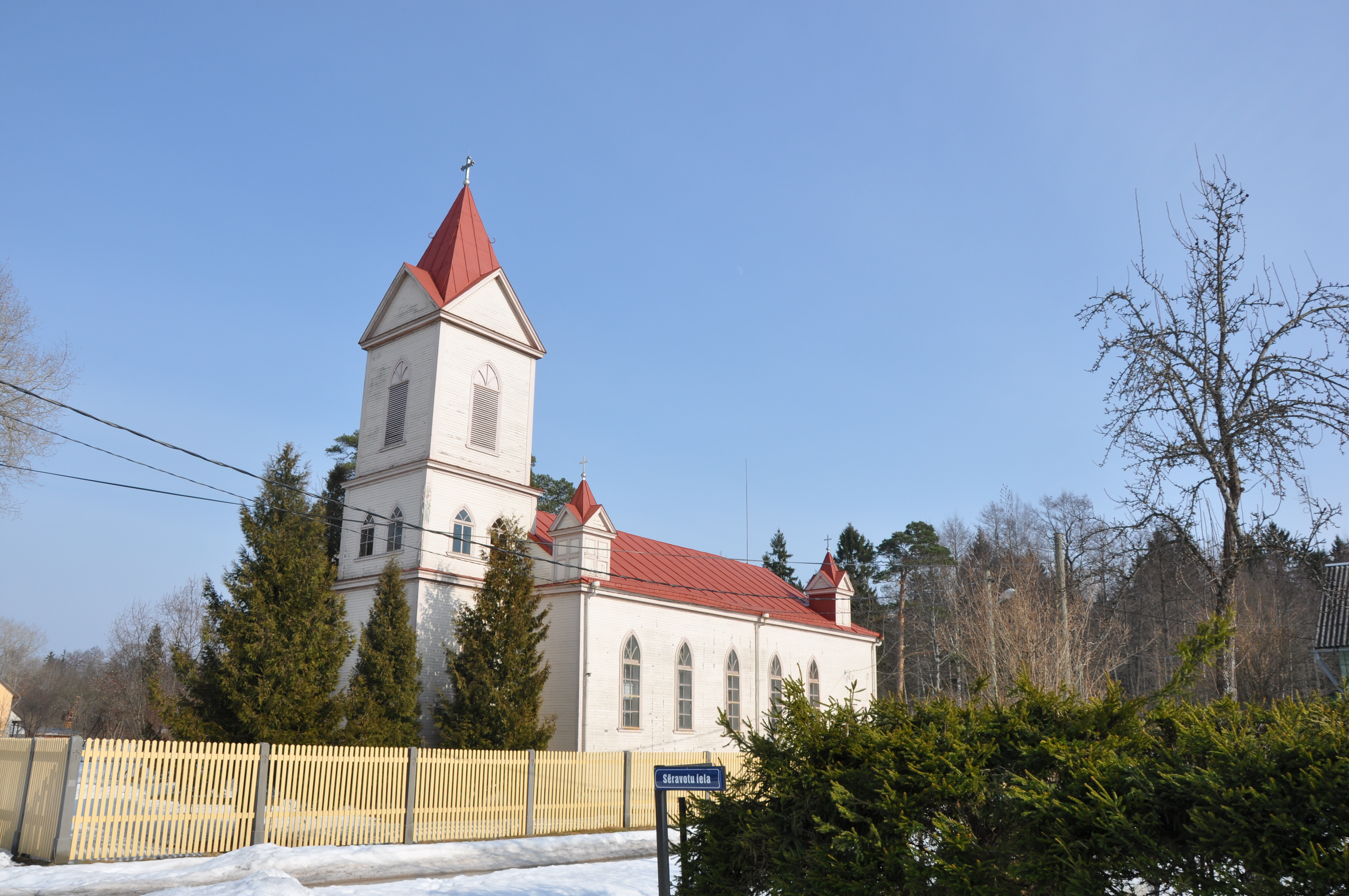
Католическая церковь Иоанна Крестителя
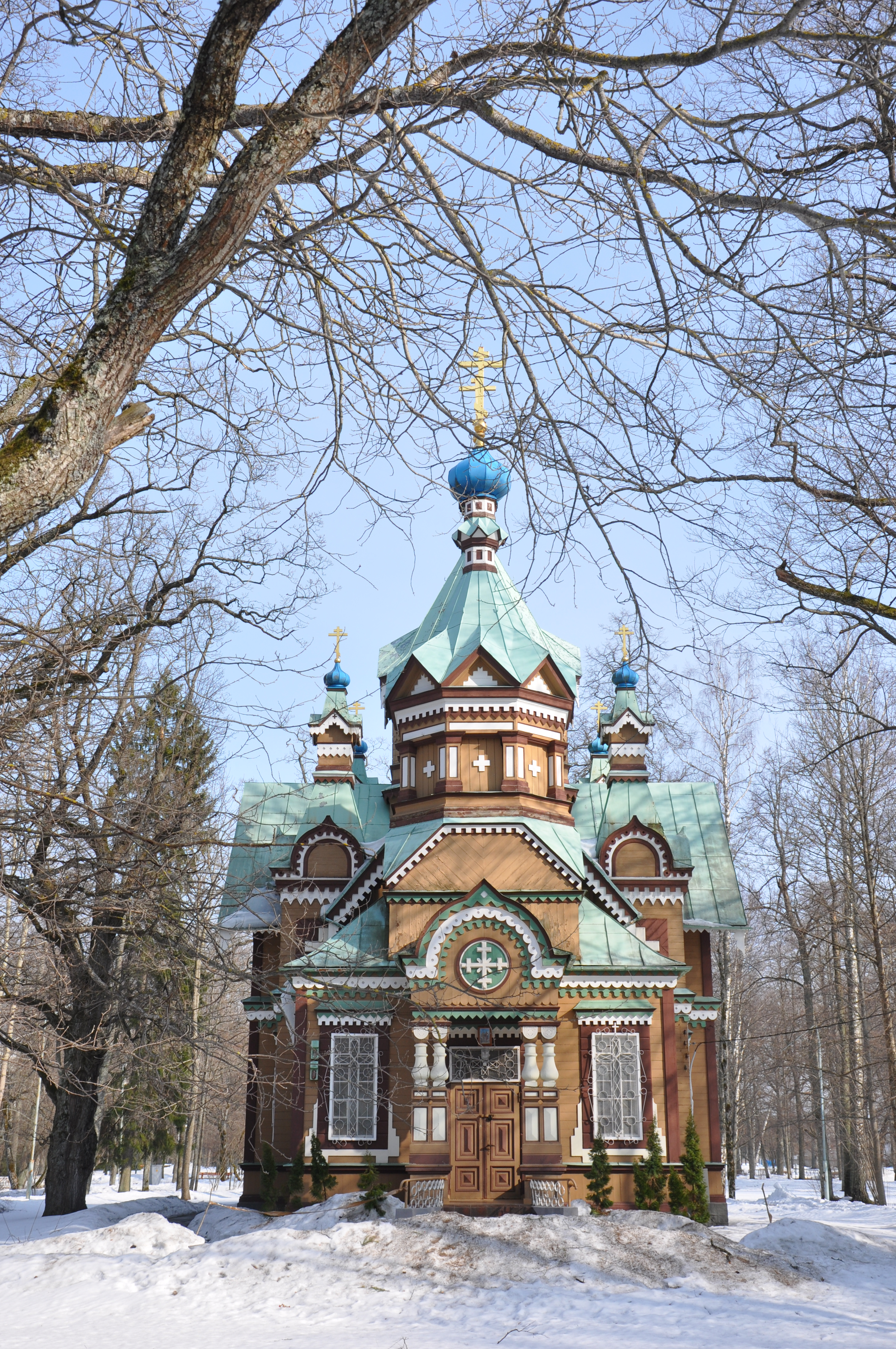
Петропавловская церковь
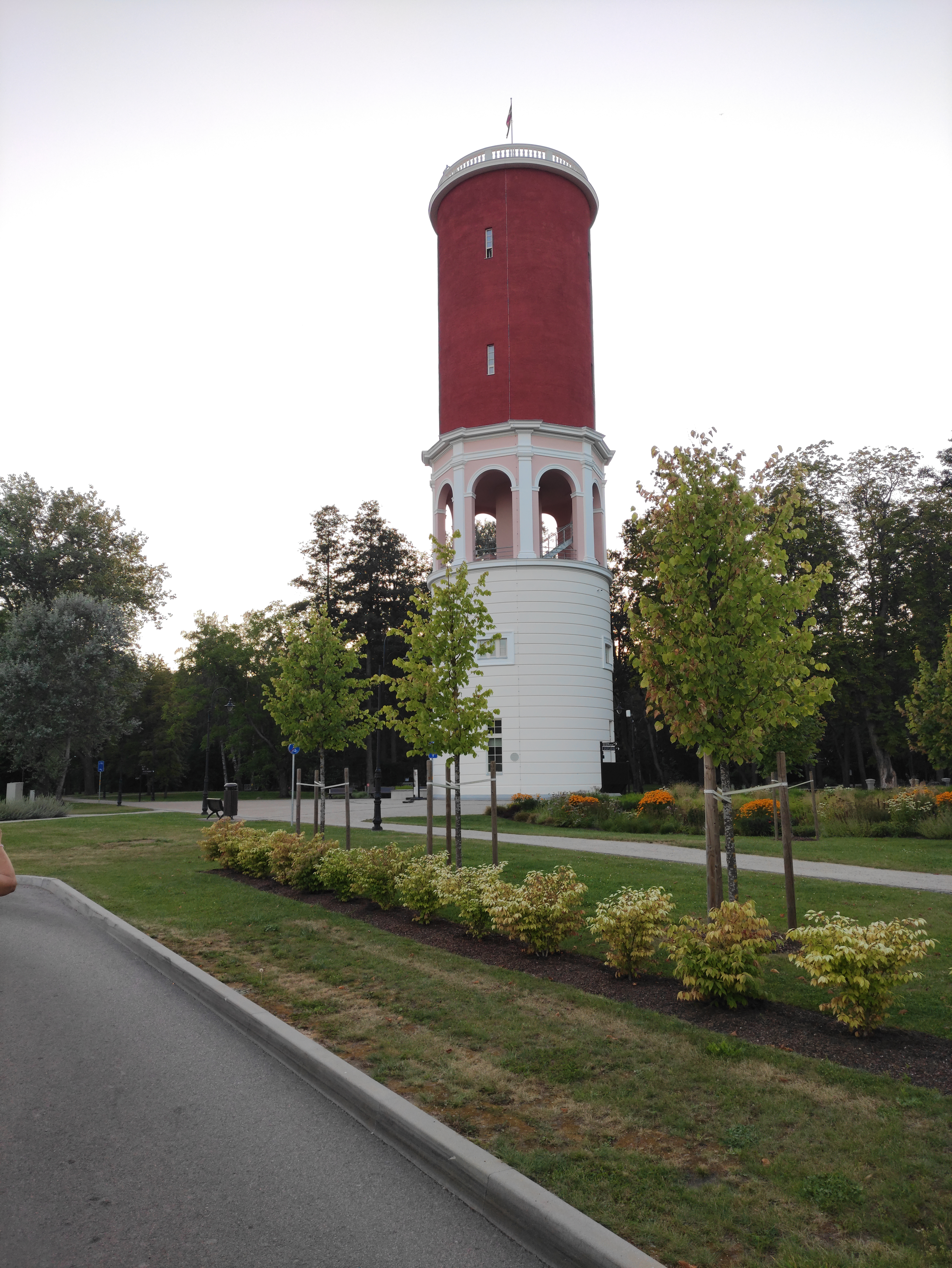
Водонапорная башня
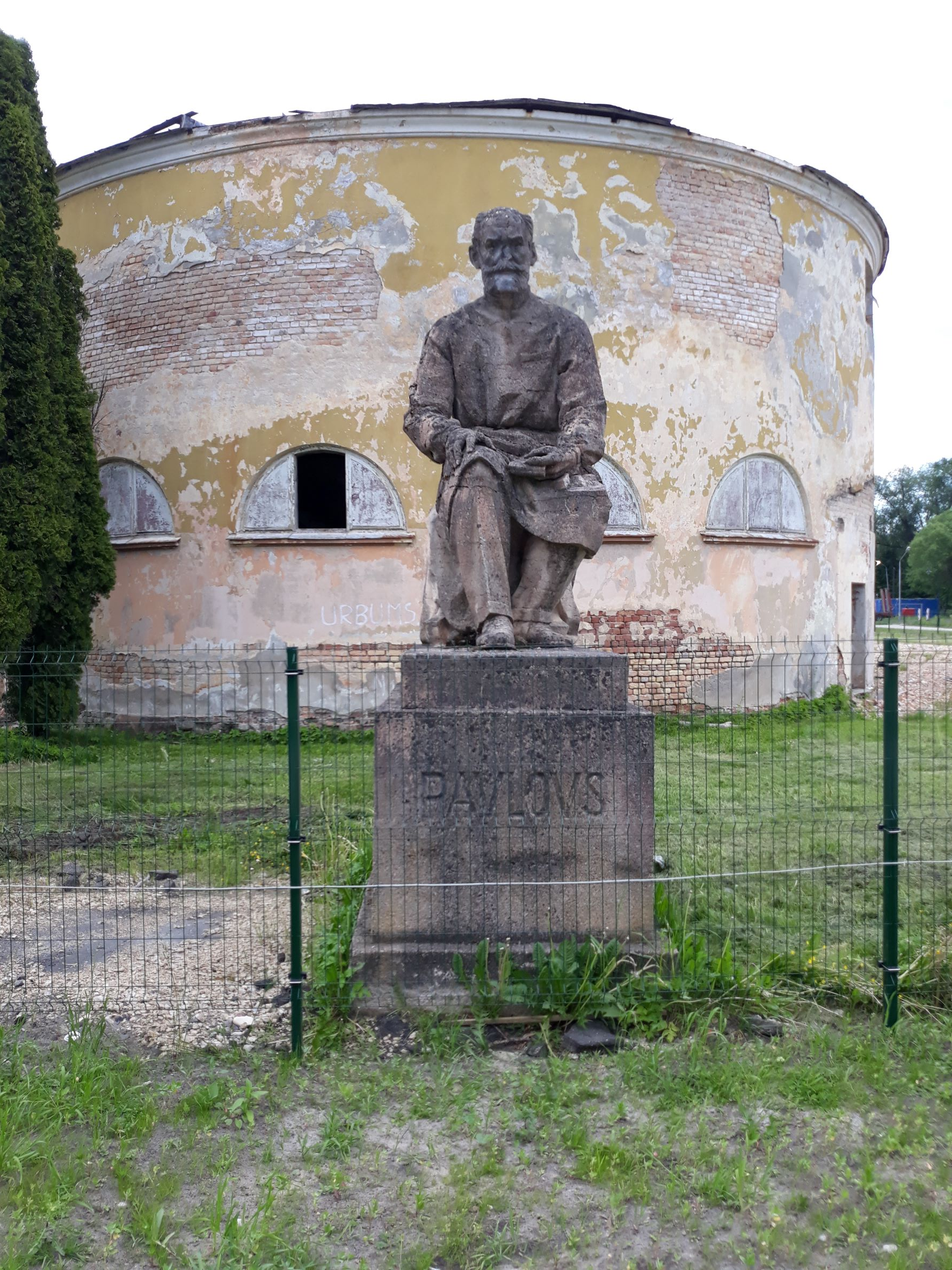
Памятник русскому физиологу И. П. Павлову